# Изряднова, Анна Романовна
А́нна Рома́новна Изря́днова (1891—1946) — первая фактическая жена русского поэта Сергея Есенина.

## Биография
Анна Романовна Изряднова родилась в Москве в семье крестьянина происходившего из Ряжского уезда Рязанской губернии деревни Приянки.            Отец - Роман Григорьевич Изряднов, мать - Наталья Андреевна , происходила из дворóвых Тарусского уезда Калужской губернии. Анна и её старшие сёстры Серафима (22.06.1884г.р) и Надежда (08.09.1889г.р), жили в Москве, были во многом типичными прогрессивными русскими девушками начала XX века — сами зарабатывали себе на жизнь, посещали лекции и многочисленные митинги, увлекались модными в ту пору поэтами. Их отец, Роман Григорьевич Изряднов, всячески поощрял стремление девушек к образованию и их интерес к искусству. Сам он окончил Строгановское художественное  училище, работал в типографии Сытина рисовальщиком, а в дальнейшем стал преподавать рисование.
Анна Романовна Изряднова работала корректором в типографии «Товарищества И. Д. Сытина».
В 1913 году Анна познакомилась с Сергеем Есениным, который поступил на работу к ним в типографию сначала грузчиком в экспедицию, а затем стал работать подчитчиком (помощником корректора). Вместе с Есениным Анна Изряднова посещала Университет Шанявского и Суриковский литературно-музыкальный кружок.
В 1914 году Анна Изряднова вступила в фактический брак с Есениным. В сентябре 1914 года, по словам Изрядновой, Есенин поступил на работу в типографию Чернышева-Кобелькова уже корректором. Некоторое время Изряднова и Есенин, как пишет в своих воспоминаниях Анна Романовна, жили вместе на съёмной квартире около Серпуховской заставы.
21 декабря 1914 года Анна Изряднова родила сына, названного Юрием: Уже после смерти Сергея Есенина в народном суде Хамовнического района Москвы разбиралось дело о признании Юрия ребёнком поэта. Проводив сына в армию, Анна Романовна потеряла с ним связь навсегда. 8 марта 1937 года Юрий был арестован и 13 августа того же года расстрелян за антисоветскую агитацию и подготовку теракта против руководителей советского государства Посмертно реабилитирован в 1956 году.
Анна Изряднова была всю жизнь преданной Есенину женщиной, взявшей на себя все заботы об их совместном быте. Она никогда не осуждала его поступки, хотя иногда сетовала на его непрактичность. Как писала она о Сергее Есенине в своих воспоминаниях: «Жалованье тратил на книги, журналы, нисколько не думая, как жить…». Летом 1914 года Есенин оставил работу и уехал на отдых в Крым один, первоначально планируя, что Анна приедет к нему. Но позднее Изрядновой пришлось собирать деньги на его возвращение, для чего она обратилась за помощью к отцу Сергея Есенина Александру Никитичу. После возвращения из Крыма Есенин стал жить у товарищей, а в марте 1915 года уехал в Петроград в поисках литературного счастья.
После разрыва близкой связи Сергей Есенин поддерживал с Анной Изрядновой дружеские отношения и навещал её в трудные минуты своей жизни. Так в последний раз он виделся с ней незадолго до смерти, осенью 1925, перед своей последней поездкой в Ленинград.
Анна Романовна Изряднова, так и не узнав о трагической судьбе сына, умерла в Москве в 1946 году. Похоронена на Введенском кладбище (23 уч.).
Воспоминания А. Р. Изрядновой о Есенине были опубликованы в 1965 году.
Во время знакомства с Есениным жила в Тёплом переулке (в н.в. улица Тимура Фрунзе), 20. Потом они снимали квартиру во 2-м Павловском переулке. После революции получила 10-и метровую комнату в коммунальной квартире № 14 в Сивцевом Вражке, 44/28.